# 小川和彦
小川 和彦（おがわ かずひこ、1936年 - ）は、日本の英文学者。1960年、上智大学英文科卒。1967年、東洋大学大学院博士課程中退。和洋女子大学短大助教授、教授を経て、2002年に退職。

## 著書
- 『さすらい人の夢 英国古悲詩考』松柏社　1977
- 『エッセイ実作教室』勁草書房　1987
- 『サンドイッチをどうぞ イギリス歴史漫歩』武蔵野書房　1994
- 『テムズ川橋ものがたり』武蔵野書房　2006

## 翻訳
- フィリップ・G.ジンバルドー『シャイネス』木村駿共訳　勁草書房　1982
- 『ベーオウルフ』武蔵野書房　1993

## 参考
- 研究者 小川和彦 - J-GLOBAL